# Корешно
Корешно — деревня в Ям-Тёсовском сельском поселении Лужского района Ленинградской области.

## История
Деревня Корешно, упоминается на карте Новгородского наместничества 1792 года А. М. Вильбрехта.

КОРЕШНО — деревня Заручьёвского сельского общества, прихода села Климентовского.
 
Крестьянских дворов — 12. Строений — 112, в том числе жилых — 20. 

Число жителей по семейным спискам 1879 г.: 58 м. п., 45 ж. п.; по приходским сведениям 1879 г.: 59 м. п., 48 ж. п.

В конце XIX — начале XX века деревня административно относилась к Тёсовской волости 3-го стана 3-го земского участка Новгородского уезда Новгородской губернии.

КОРЕШНО — деревня Заручьёвского сельского общества, дворов — 28, жилых домов — 28, число жителей: 72 м. п., 71 ж. п. 

Занятия жителей — земледелие, выпас телят. (1907 год)

В начале XX века в деревне за крестьянскими постройками находились более 10 сопок высотой 1 аршин.

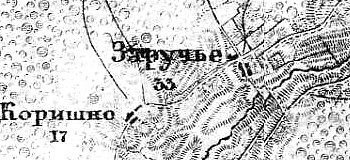
Деревня Корешно на карте 1915 года

Согласно карте из «Исторического атласа Санкт-Петербургской Губернии» 1915 года деревня называлась Коришно и насчитывала 17 крестьянских дворов.
С 1917 по 1927 год деревня Корешно входила в состав Тёсовской волости Новгородского уезда Новгородской губернии.
С 1927 года, в составе Веряжинского сельсовета Оредежского района.
С 1928 года, в составе Волкинского сельсовета. В 1928 году население деревни Корешно составляло 123 человека.
По данным 1933 года деревня Корешно входила в состав Волкинского сельсовета Оредежского района.
C 1 августа 1941 года по 31 января 1944 года деревня находилась в оккупации.
С 1954 года, в составе Заручьёвского сельсовета.
С 1959 года, в составе Лужского района.
В 1965 году население деревни Корешно составляло 10 человек.
По данным 1966 года деревня Корешно также входила в состав Заручьёвского сельсовета Лужского района.
По данным 1973 и 1990 годов деревня Корешно входила в состав Приозёрного сельсовета.
В 1997 году в деревне Корешно Приозёрной волости проживали 7 человек, в 2002 году — также 7 человек (все русские).
В 2007 году в деревне Корешно Ям-Тёсовского СП проживали 5 человек, в 2010 году — также 5, в 2013 году — 4.

## География
Деревня расположена в восточной части района близ автодороги 41А-004 (Павлово — Мга — Луга).
Расстояние до административного центра поселения — 17 км.
Расстояние до ближайшей железнодорожной станции Чолово — 24 км. 
Деревня находится на правом берегу реки Рыденка.

## Демография
| 1879 | 1909 | 1928 | 1965 | 1997 | 2007 | 2010 |
| ---- | ---- | ---- | ---- | ---- | ---- | ---- |
| 103  | ↗143 | ↘123 | ↘10  | ↘7   | ↘5   | →5   |
| 2013 | 2017 |      |      |      |      |      |
| ↘4   | →4   |      |      |      |      |      |

## Улицы
Центральная.